# アルベール・デュボワ＝ピエ
アルベール・デュボワ＝ピエ（Albert Dubois-Pillet、1846年10月28日 - 1890年8月18日）はフランスの軍人、新印象派の画家である。アンデパンダン美術協会の創立に貢献した。「点描主義」の最初の導入者の一人である。

## 略歴
パリで資産家の商人の息子に生まれた。生まれて間もなく家族とトゥールーズに移り、トゥールーズで育った。士官学校を卒業し、軍人としての経歴を重ねた。姓のデュボワ＝ピエは、画家としての活動を軍に隠すために1884年頃から、母親の姓のピエを付加して作品に「Dubois-Pillet」とサインするようになったことに始まっている。
1867年にサン・シール陸軍士官学校を卒業した。1870年からの普仏戦争に従軍しセダンの戦いで敗北し、プロイセン軍の捕虜となった。釈放後、陸軍士官に復帰し、1870年代に各地の勤務した後、1880年頃からパリの共和国守備隊（a Garde Républicaine）に勤務した。
画業は、公的な教育は受けず独学であったが、才能は認められた。1877年に静物画が、サロン・ド・パリに出展が受け入れられ、1879年にも出展された。パリ勤務になった後、作風が実験的になり、1880年から1883年の間はサロン・ド・パリで落選した。
1881年に作品、「死んだ子供」(Enfant Mort)をテュイルリー宮殿の展覧会に出展した。この絵は小説家のエミール・ゾラに着想を与え1886年の小説『制作』(L'Œuvre)の主人公の画家の行動に反映されたとされる。
テュイルリー宮殿の展覧会は、1863年に開かれた「落選展」同様、一回限りの企画であったが、デュボワ＝ピエはサロン・ド・パリに代わる展覧会をつくる構想を持ち、他の出展者と協議し、ジョルジュ・スーラ、ポール・シニャック、オディロン・ルドンとアンデパンダン美術協会の創立企画者となった。組織をつくり、手早く設立趣意書を書き上げ、1884年7月29日にアンデパンダン美術協会は公式に結成され、1884年12月1日に第1回のアンデパンダン展が開かれた 。デュボワ＝ピエは自らの人脈を利用して、会場の確保などを行い1888年まで主催者を務め、1889年まで、毎年出展した。
1885年ころから、スーラらの影響を受けて「点描」技法による絵画制作を始めるようになった。翌年にはデュボワ＝ピエのスタジオは新印象派の主だったメンバーが集める場所となった.。
1886年に軍上層部から、作品の出展を止め、アンデパンダン美術協会を退会するように命令されたが、命令を軽視した。アンデパンダン展の運営と出展を続け、1886年にはナントの展覧会、1888年と1889年にはベルギーの「20人展」にも出展した。1888年には個展も開き、多くの出版物に取り上げられた。
1889年末、軍はデュボワ＝ピエをフランス南部、オート＝ロワール県のル・ピュイ＝アン＝ヴレの部隊に転属させた。命令に従わないデュボワ＝ピエに対する処置であったとされる。駐在地のまわりの協会や風景がデュボワ＝ピエの最後の絵の題材となった。翌年、天然痘の流行によって43歳で没した。

## 作品

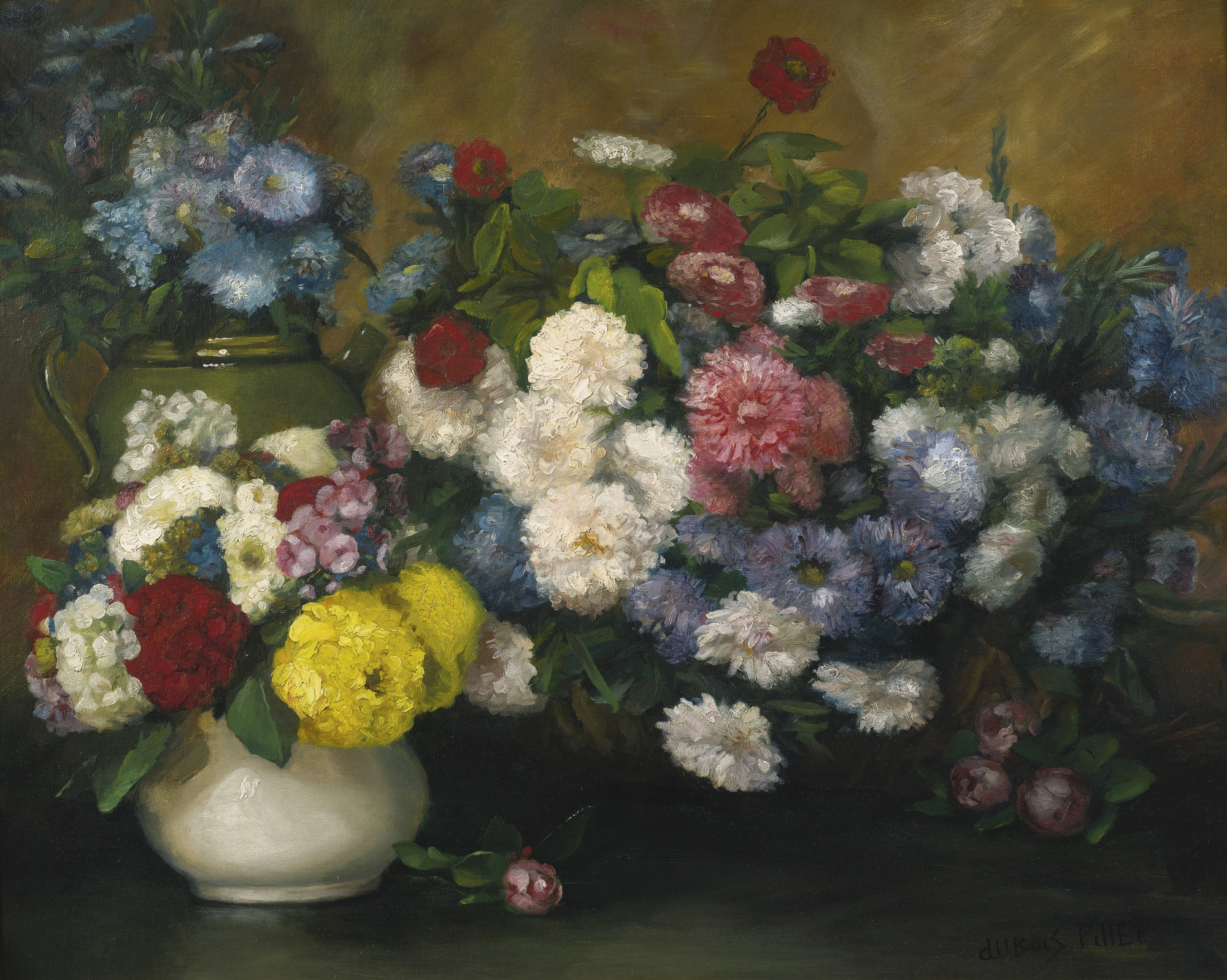
静物画 (c.1879)
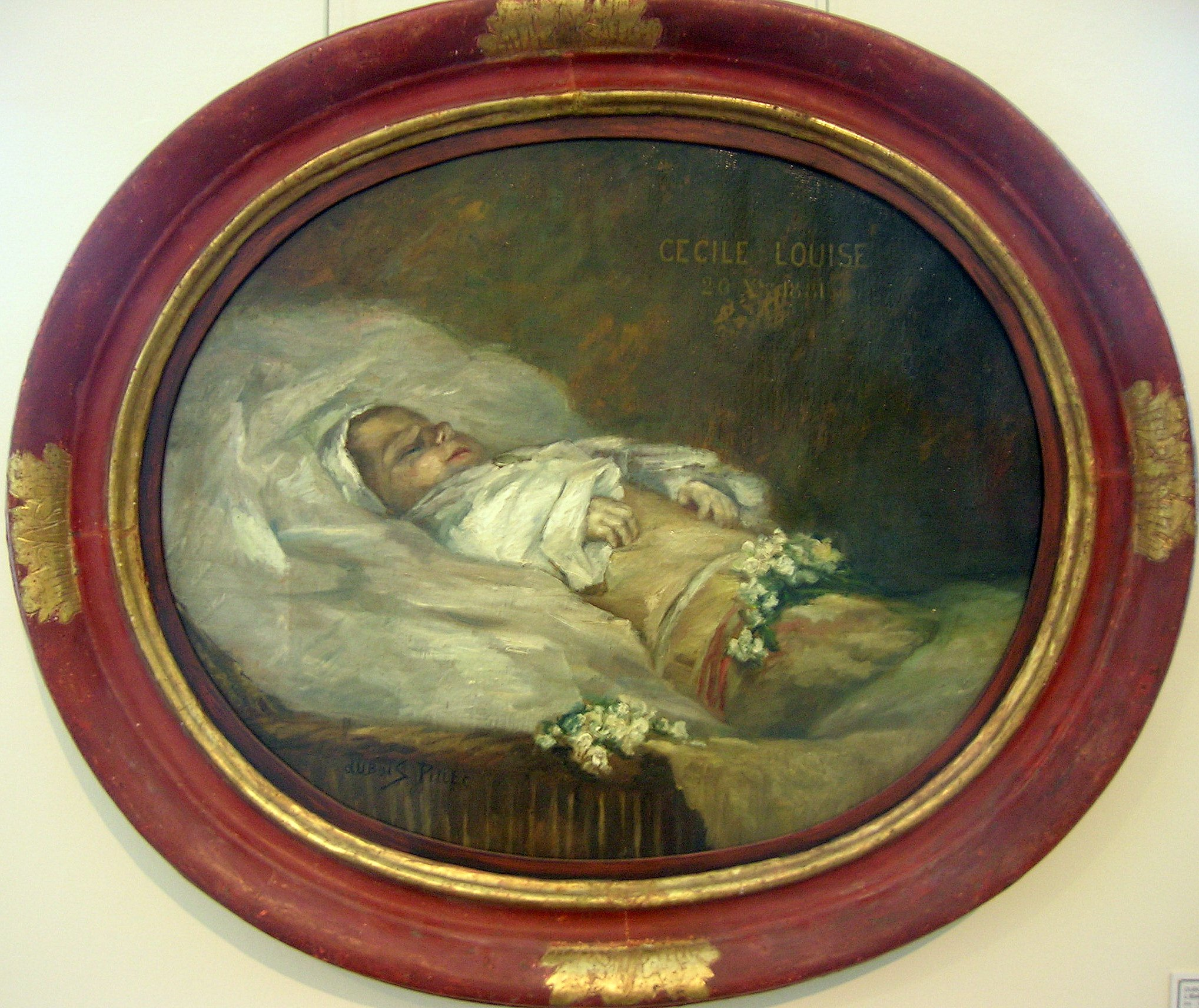
「死んだ子供」(1881)
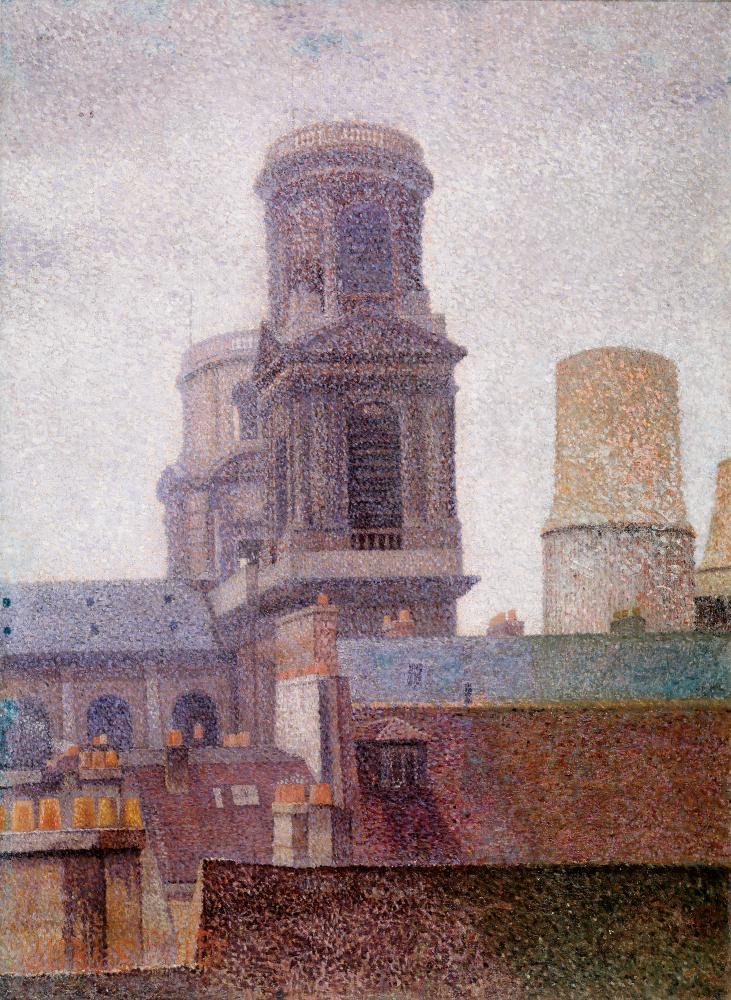
"The towers, Saint-Sulpice"「サン＝シュルピスに聳える塔」(1887)
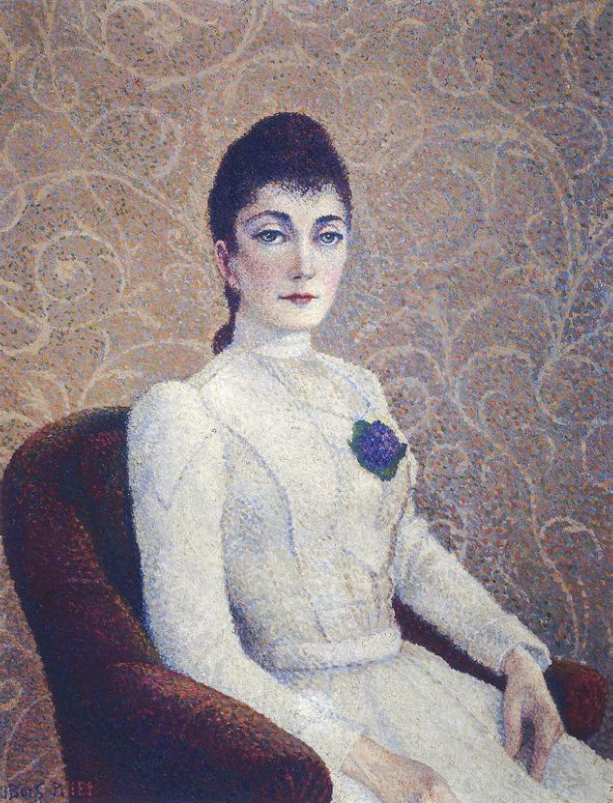
"The Lady in the White Dress"「白衣の女」(c.1886)
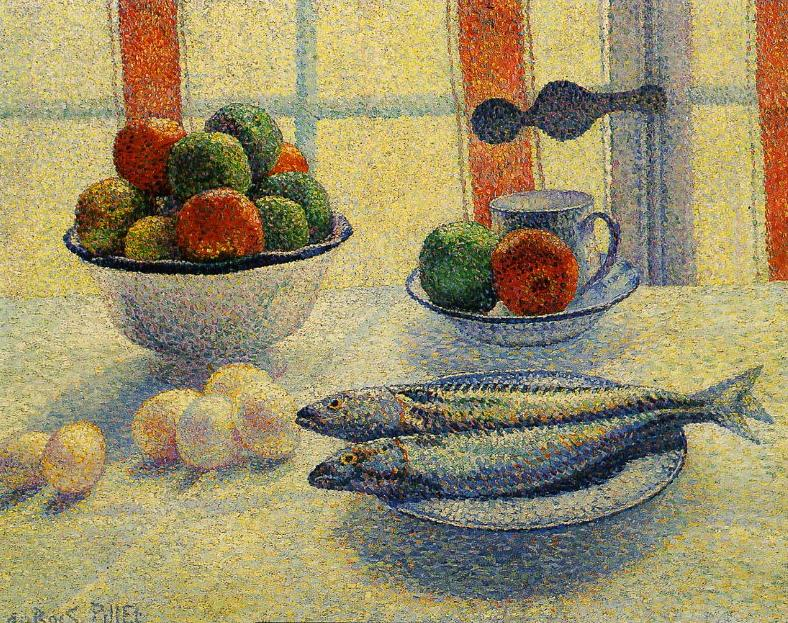
静物画(c.1885)
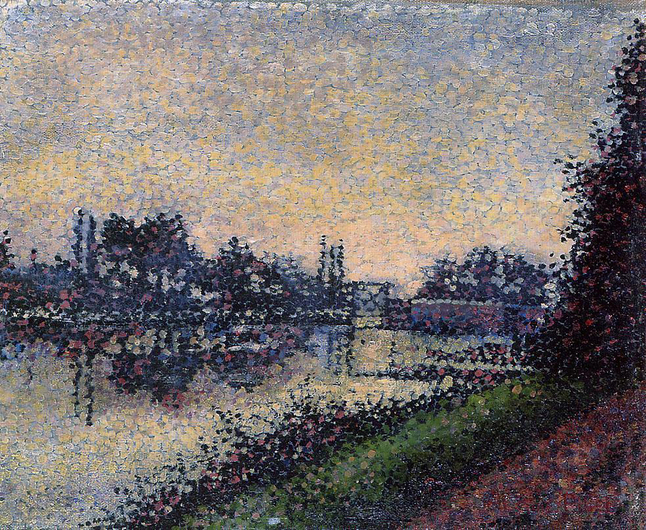
(c.1885)
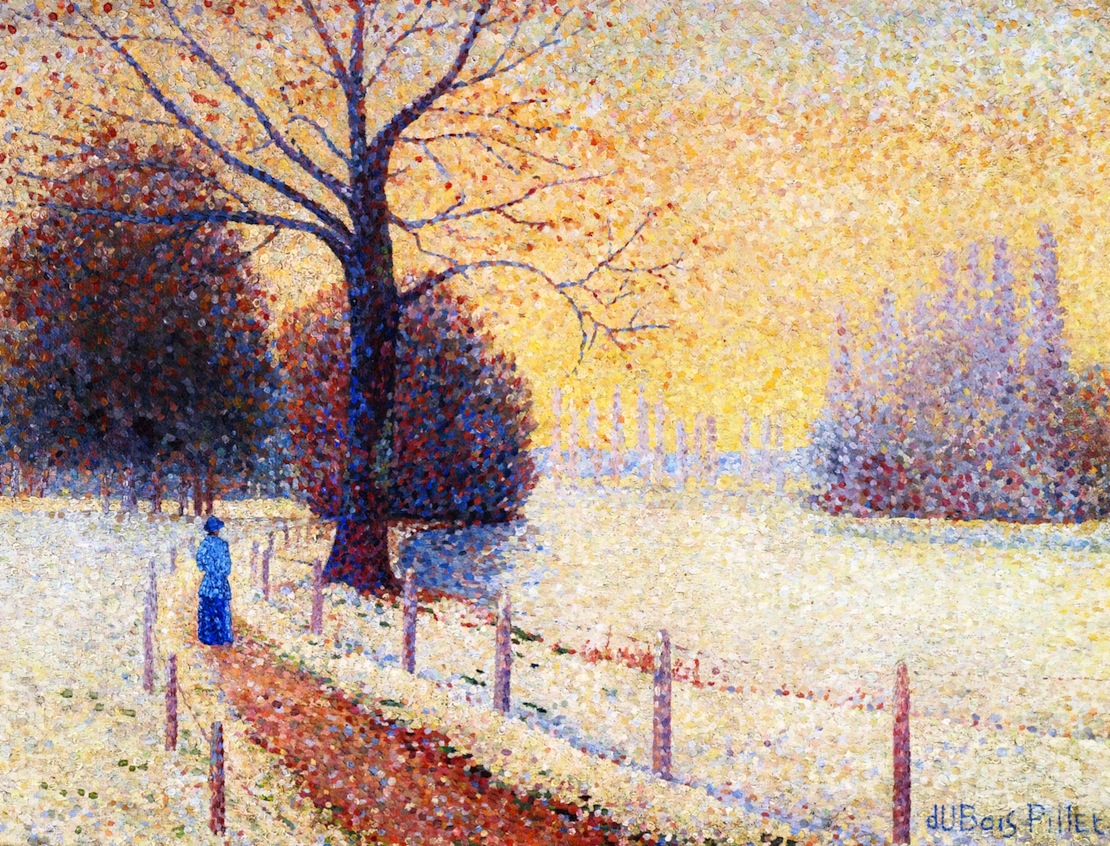
"Le Puy in the Snow"「冬のピュイ＝ド＝ドーム」(1889)
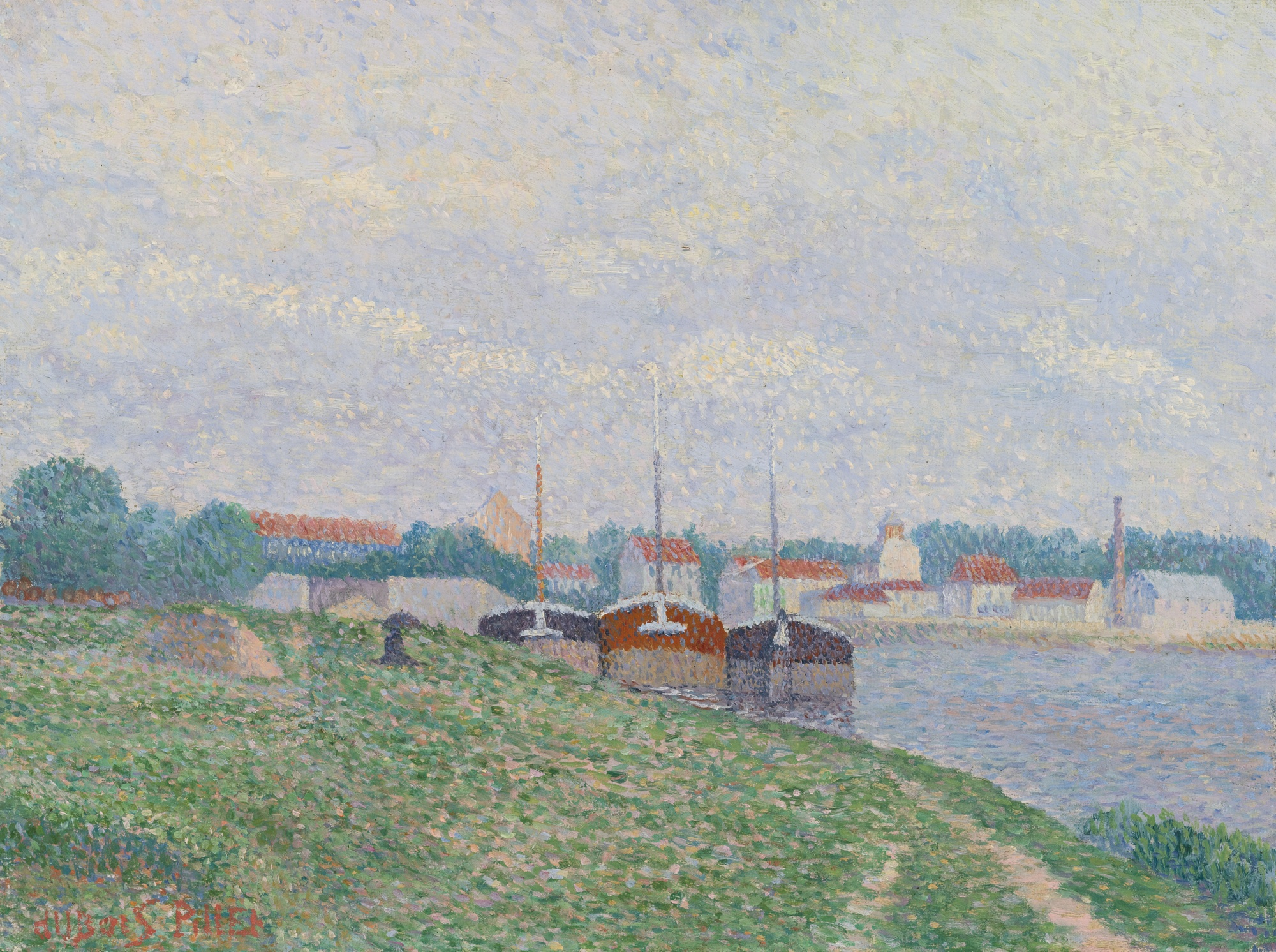
3隻のはしけ(c.1886)